# Břevnov

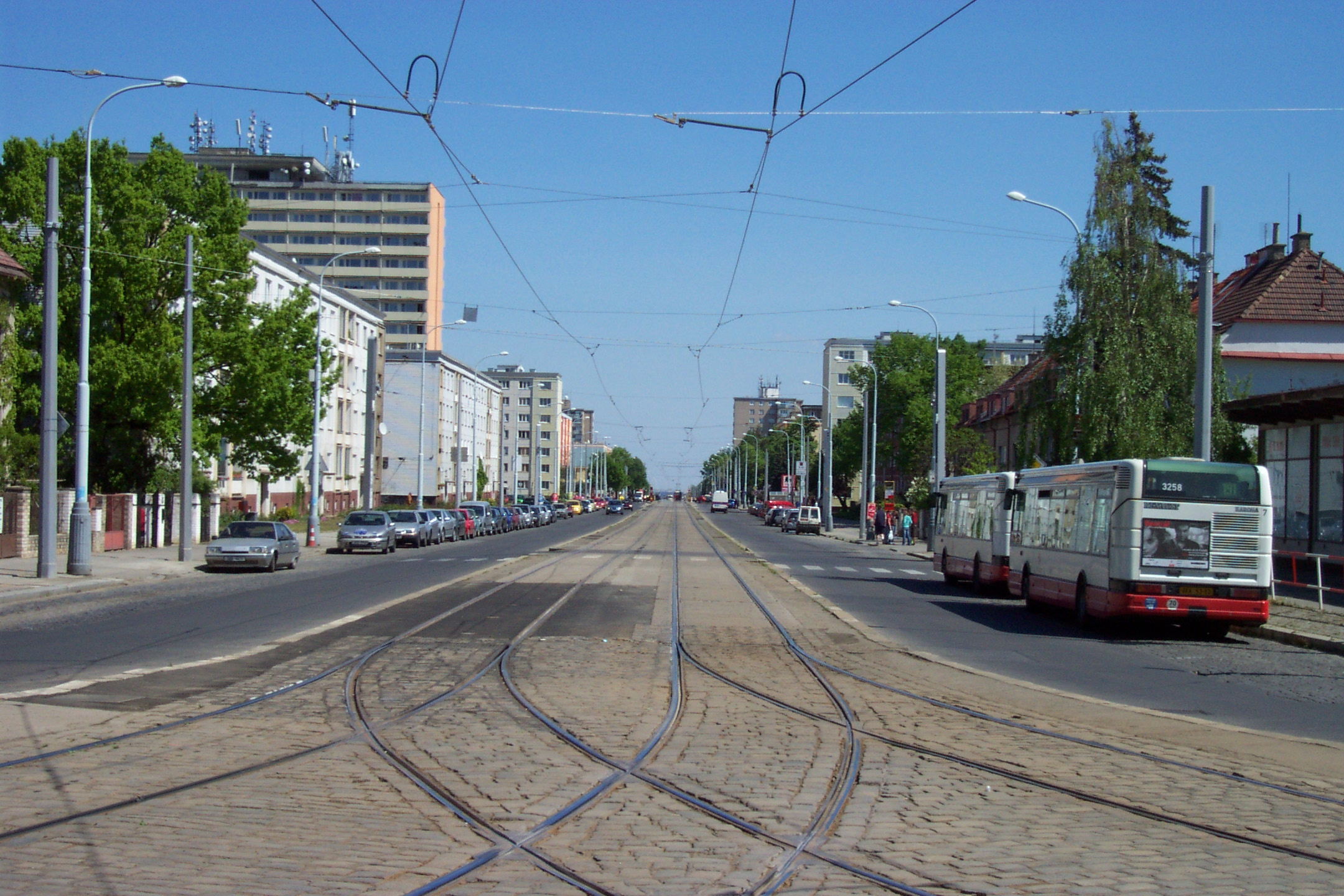
Straat met trambanen in Břevnov

Břevnov (Duits: Břewniow, 1939–1945 Breunau) is een wijk van de Tsjechische hoofdstad Praag. Tot het jaar 1922 was Břevnov een zelfstandige gemeente en van 1907 tot 1922 had het zelfs stadsrechten. Tegenwoordig hoort het grootste deel van de wijk bij het district Praag 6, een klein deel behoort tot Praag 5. De huidige wijk heeft 24.482 inwoners (2006).
De eerste vermelding van Břevnov stamt uit de 10e eeuw. In die tijd werd het Klooster Břevnov gesticht door Boleslav II van Bohemen en Adalbert van Praag. De huidige gebouwen van het klooster zijn gebouwd in de 18e eeuw in barokstijl.
De bekendste bezienswaardigheid in de wijk is het Strahovstadion, het grootste stadion ter wereld. Ook het Stadion Evžena Rošického, van 2000 tot 2008 de thuishaven van voetbalclub Slavia Praag. 
In Břevnov bevindt zich het Centraal Militair Hospitaal.